# مورسنگ‌چشم خاکستری‌فام
مورسنگ‌چشم خاکستری‌فام (Thamnophilus nigrocinereus) گونه‌ای از پرندگان در زیرتیرهٔ Thamnophilinae از تیرهٔ مورچه‌مرغان (Thamnophilidae)، «مورچه‌مرغ‌های نمادین» است که در برزیل، کلمبیا، گویان فرانسه و ونزوئلا یافت می‌شود.

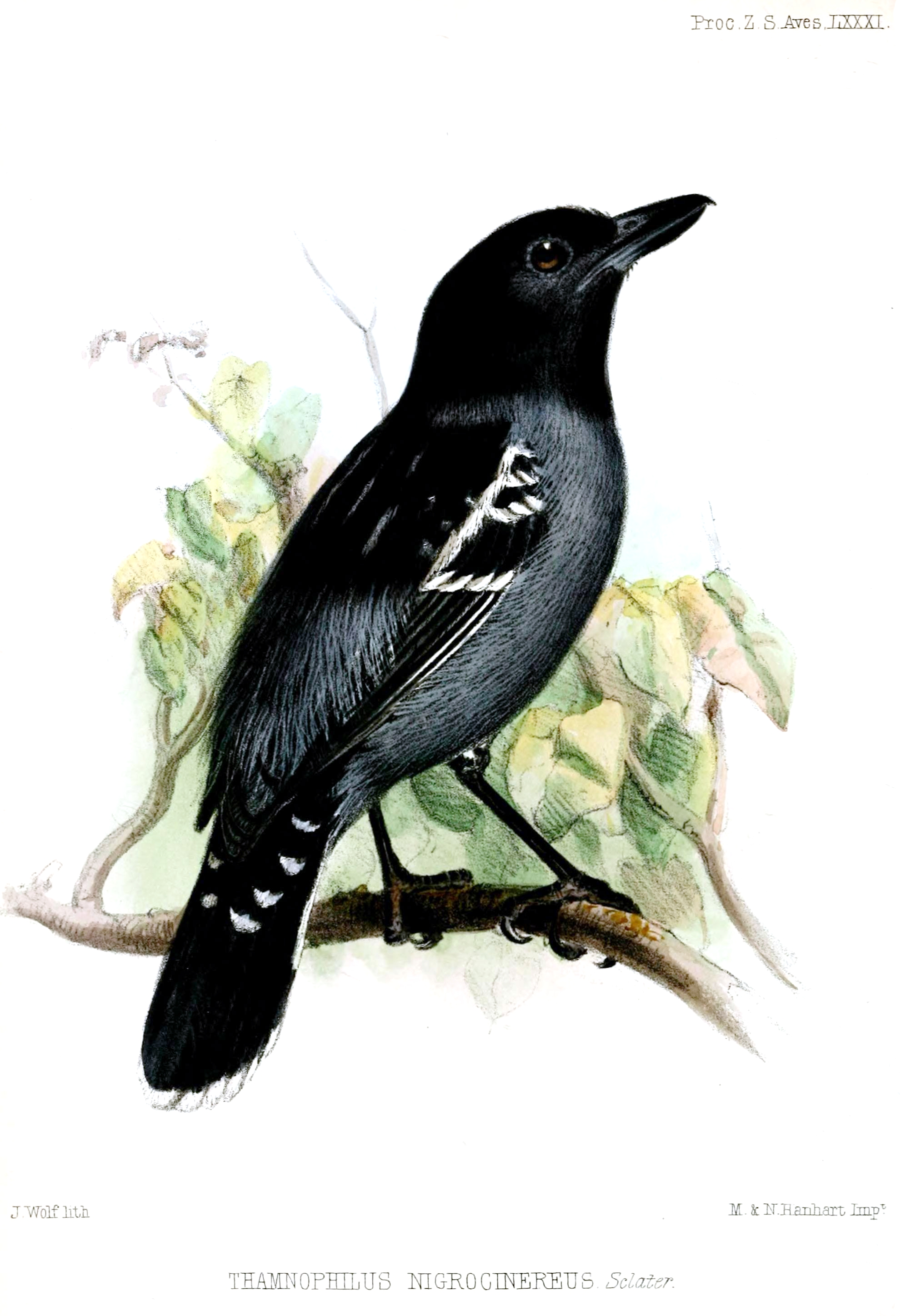
نگارهٔ نر توسط ولف، ۱۸۵۵